# 秋山虎康
秋山 虎康（あきやま とらやす）は、戦国時代の武将。甲斐武田家家臣・秋山氏の一族で、武田二十四将の一人・秋山虎繁（信友）の甥とされる。娘の於都摩（おつま。下山殿）は、穴山信君の養女として徳川家康の側室となり、家康の五男である武田信吉を生んだ。子孫は江戸幕府の旗本となった。通称は源四郎、越前守と称した。

## 生涯
甲斐国高畠（現在の山梨県甲府市高畑）を拠点とし、武田信玄・武田勝頼に仕えた。『甲陽軍鑑』によれば、御聖道様衆（信玄の次男・竜芳（海野信親）付きの役人）の一人とされる。
天正10年（1582年）2月、織田信長の武田征伐において穴山信君（梅雪）が徳川家康に降った際、信君は家康に2人の「美女」を献じているが、その一人が虎康の娘の於都摩であった。於都摩は下山城主であった信君の娘（養女）とされたために、下山殿と呼ばれたという。家康の側室となった於都摩は、天正11年（1583年）に万千代（武田信吉）を生み、天正19年（1591年）に死去した。
文禄3年（1594年）、孫の武田信吉の領地である下総国小金領に移住。慶長元年（1596年）9月、本源寺（現在の松戸市大橋）を開く。「本源寺」の名は、本山である本土寺の「本」と、秋山氏の本姓である源氏の「源」に由来するという。
『本土寺過去帳』や、『続群書類従』所収「秋山系図」によれば、慶長7年（1602年）6月17日に84歳で没とある。ただし、84歳で亡くなったとするならば大永4年（1524年）生まれとなり、伯父とされる虎繁の生年（大永7年（1527年））より前の生まれとなる。

## 系譜
特記事項のない限り、『寛政重修諸家譜』による。
- 父：秋山光家（秋山信藤[2]）
- 母：不詳
- 子女
  - 男子：秋山昌秀 - 平左衛門。徳川家康に仕え寄合に列する。
  - 女子：下山殿
  - 女子：渡辺守（囚獄佑）の妻

### 虎繁との関係
- 『続群書類従』所収「秋山系図」によれば、秋山信友（虎繁）の弟である信藤の三男であり、すなわち虎康は虎繁の甥にあたる[2]。この出自については、娘・於都摩の墓（千葉県松戸市の本土寺）に建てられた墓碑（徳川光圀が建立し、光圀自ら碑文を撰したもの[14]）にも採用されている。
- 「秋山系図」では、兄の信友に嗣子がなかったために信藤が家を継いだという[2]。

### 補足
- 父の名は『寛政重修諸家譜』では「光家」とされているが、『続群書類従』所収「秋山系図」では「信藤」とある[2]。「秋山系図」によれば信藤は信玄・勝頼・家康に仕え、天正13年（1585年）9月7日（異本に5月7日）死去、法名は法善[2]。
- 『続群書類従』所収「秋山系図」によれば、兄に信時（平十郎、法名日相）と政時（法名日陽）、姉妹として「法名日善」の女子がある[2]。政時は天正16年（1588年）6月23日に甲斐で切腹、とある[2]。

## 甲府市高畑の「秋山氏館跡」
虎康が拠点を置いた高畠（甲府市高畑）には「秋山氏館跡」と呼ばれる遺跡がある。1999年から2000年にかけて行われた発掘調査の結果、中世には館としては使用されていなかったことが判明した。この遺跡のある地点は、江戸時代後期に高畑村の村役人（名主や長百姓）を務めた秋山氏の屋敷跡であり、発掘調査では陶磁器・土器・漆器など村役人層の生活を知ることのできる資料がまとまって発掘された。報告書では「近世の秋山氏屋敷跡」と言うべきであろうとされている。
近世高畑村の秋山家は、虎康とは別系統とされる。高畑村秋山家の所伝によれば、祖先は武田家に仕え、武田家滅亡後は「西郡中野村」に蟄居していたが、慶長10年（1605年）に「兵部介」が当地に屋敷を構えたとされ、柳沢家が甲府に在城していた時代（甲府藩）には家臣として召し抱えられたが、柳沢吉里が大和郡山藩に転出した際に甲斐に残留したという。
『甲斐国志』によれば、秋山伯耆守（虎繁）の子・民部右衛門の孫にあたる秋山平太夫は水野監物（岡崎藩）に仕官した。平太夫の二男・秋山孫右衛門は、高畑村に住む従兄弟の秋山三左衛門を頼り、宝永2年（1705年）の諸浪人改の際に「浪人」として高畑村に所在していたという。

## 備考
- 高畑の南にあった長慶寺には、「秋山越前守」（「前越州太守円感存龍禅定門」、命日3月25日）、「秋山夫人」（「長慶院殿安昌喜永禅定尼」、命日6月18日）の位牌があり[19][10]、のちに洪水で被災して北山筋塚原村（現在の甲府市塚原町）に移転した[19][注釈 5]。位牌に記された「秋山越前守」を秋山虎康[12][10]、「秋山夫人」を於都摩[10]とする説明がある。